# Ronald M. Sega
Ronald Michael Sega est un astronaute américain né le 4 décembre 1952.

## Biographie
Il a été marié à l'astronaute Bonnie J. Dunbar.

## Vols réalisés
- Discovery STS-60, première mission conjointe États-Unis/Russie d'une navette spatiale. Lancement le 3 février 1994.
- Atlantis STS-76, 3e amarrage d'une navette américaine avec la station Mir. Lancement le 22 mars 1996.